# IC 2144
IC 2144 је емисиона маглина у сазвјежђу Бик која се налази на листи објеката дубоког неба у Индекс каталогу.
Деклинација објекта је + 23° 52' 20" а ректасцензија 5h 50m 14,0s.